# Universitatea Bolyai din Cluj
Universitatea Bolyai din Cluj a fost o universitate română de stat cu predare în limba maghiară, care a funcționat în perioada 1945–1959. Sediul central al universității a fost instalat în școala de fete a doamnei Antonina De Gerando, de pe strada De Gerando (în prezent strada Arany János).

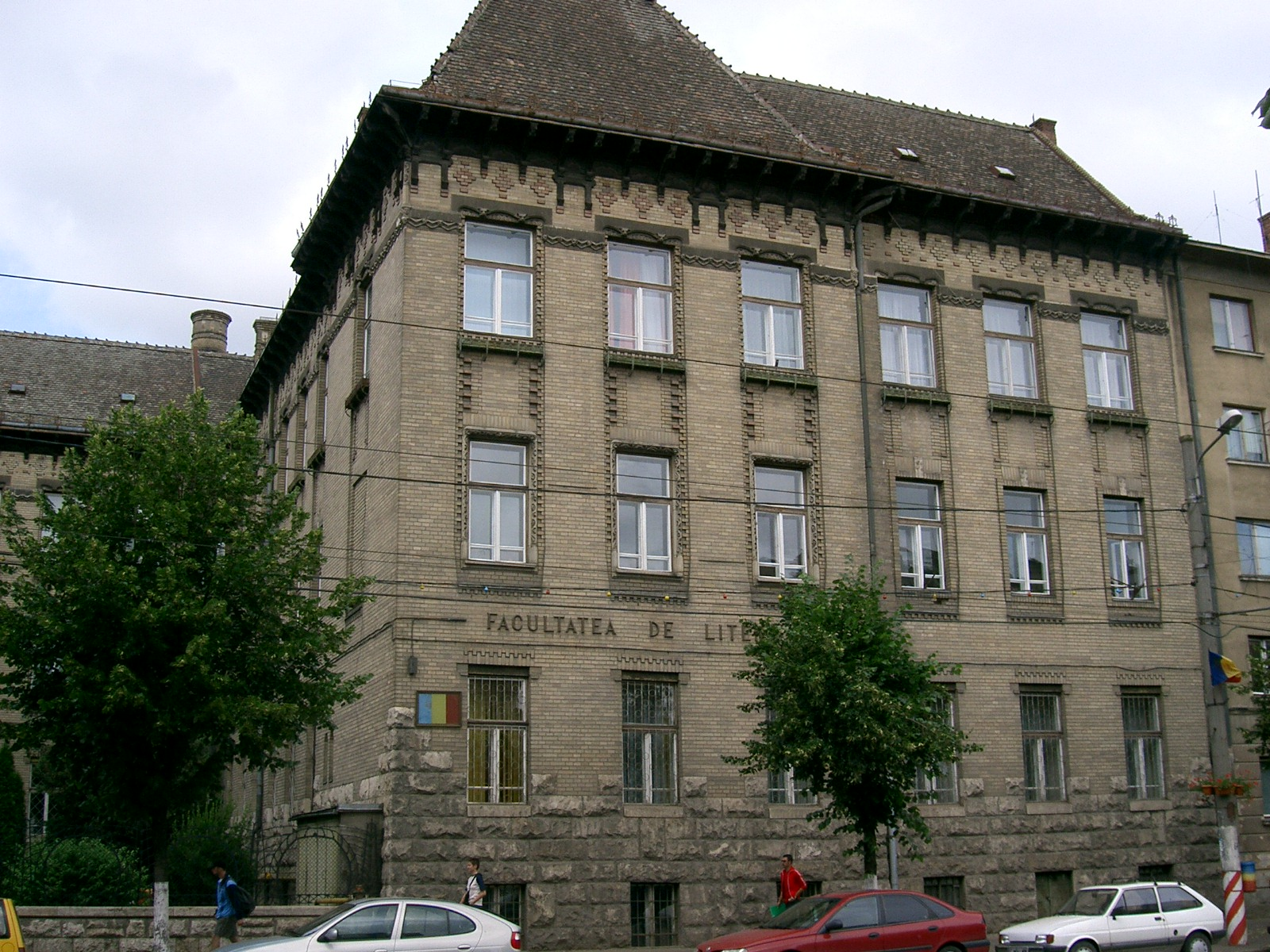
Clădirea din strada Horea (azi facultatea de litere a Universității Babeș-Bolyai)

## Înființarea
Universitatea Bolyai a fost înființată prin decretul regal nr. 407/1945, ca universitate română de stat cu predare în limba maghiară, cu patru facultăți: Litere și filosofie, Drept și economie politică, Științe, Medicină umană. Această măsură a fost adoptată pentru a convinge Comisia Aliată de Control asupra Transilvaniei de Nord cu privire la intenția României de a asigura buna conviețuire a maghiarilor din România. Guvernul Sănătescu a înființat în acest context un minister al naționalităților, iar la 6 februarie 1945 guvernul Rădescu a adoptat un statut al minorităților, confirmat de guvernul Groza. Statutul minorităților garanta libera folosire a limbii materne în învățământ, în administrație și în instanțele judecătorești acolo unde minoritatea respectivă avea o pondere de peste 30%. După Tratatul de Pace din 1947 chestiunea Transilvaniei a fost considerată rezolvată. Retragerea treptată a drepturilor maghiarilor din România a dus la reaprinderea naționalismului de ambele părți, fapt speculat de Uniunea Sovietică.
Prin decretul regal nr. 406/1945 universitatea română a revenit de la Sibiu la Cluj, și ulterior a fost numită Universitatea Victor Babeș.
Cu toate că Universitatea Bolyai a fost formal una nou înființată, a funcționat cu profesorii fostei Universități Francisc Iosif, care a fost înființată în 1872, care prin acest decret regal a fost implicit desființată.
Pentru funcționarea universității a fost pusă la dispoziție drept locație clădirea Liceului de fete „Marianum” din Cluj (Str. Horea 31, astăzi facultatea de litere), clădirea actualei facultăți de chimie (Str. Arany János nr. 11) și clădirea actualei universități tehnice din strada Daicoviciu nr. 15.
Numele universității nu provine doar de la János Bolyai cum se crede uneori, ci de la ambii Bolyai (tatăl Farkas Bolyai și fiul János Bolyai, ambii matematicieni).
După instaurarea regimului comunist profesorii care nu aveau cetățenie română au fost expulzați începând din 1948. Prin aceasta instituția a pierdut profesori renumiți, și pentru umplerea golului au fost aduși profesori de liceu. Selectarea a fost reușită, majoritatea acestora și-au făcut carieră universitară.

## Desființarea
După revoluția ungară din 1956 Universitatea Bolyai a devenit ținta atacurilor politice. În februarie-martie 1959 au fost organizate ședințe la diferite niveluri în care a fost discutat faptul că „naționalismul, șovinismul și separatismul de origine burgheză” trebuie lichidate. 
La Conferința pe țară a Uniunii Asociațiilor Studențești din R. P. Romînă (19-23 februarie 1959) Gheorghe Gheorghiu-Dej a dat tonul discuțiilor când l-a citat pe Lenin: "trebuie să luptăm pentru unirea copiilor de toate naționalitățile în școlile unice ale localității respective, trebuie ca în problema școlii, muncitorii de toate naționalitățile să ducă laolaltă politica proletară." 
În zilele următoare ziarul Făclia din Cluj a publicat luările de cuvânt ale studenților și profesorilor la conferință. Studenta Magdalena Kacsó de la Universitatea Bolyai, rectorii celor două universități, Constantin Daicoviciu și Lajos Takács continuă ideile lui Gheorghe Gheorghiu-Dej, cerând organelor de partid soluționarea "apropierii" studenților de diferite naționalități.
În 27-28 februarie a avut loc la Cluj Adunarea membrilor corpului didactic de la insitutele de învățământ superior din Cluj, la care au participat de la București Athanasie Joja, ministrul învățământului, Nicolae Ceaușescu, secretar al Comitetului Central al Partidului Muncitoresc Român și membru al Biroului Politic, și Ion Iliescu, secretar general al Uniunii Asociațiilor Studențești din România. Au fost trei profesori, István Nagy, Edgár Balogh și László Szabédi, care în limitele discursului comunist, au încercat să apere necesitatea menținerii unversității în forma de atunci. Au fost lămuriți să-și facă autocritică: "Luînd apoi a două oară cuvântul, tov. Nagy István a luat poziție față de unele teze greșit exprimate în cuvântarea antecedentă, și față de criticile ce au fost aduse în legătură cu această problemă." Ca urmare a tensiunilor acestor adunări, profesorul László Szabédi și prorectorul Zoltán Csendes s-au sinucis.
După aceste adunări a început unificarea comitetelor de partid de la cele două universități și mutarea studenților în cămine comune în timpul semestrului.
Hotărârea ministrului învățământului cu nr. 168 din 19 iunie 1959 a definitivat unificarea universităților Victor Babeș și Bolyai începând cu data de 1 iulie 1959. Ordinul 169/1959 desființează învățământul în limba maghiară la Institutul Agronomic din Cluj. Hotărârea nr. 823 din 24 iunie 1959 a Consiliului de Miniștri consfințește unificarea. Noua universitate a fost denumită Universitatea Babeș-Bolyai.
Ultimul rector al Universității Bolyai, juristul Lajos Takács, a primit catedra de drept internațional la Universitatea din București și funcția de rector al acesteia.

## Facultăți
- Facultatea de litere și filosofie,
- Facultatea de drept și economie politică,
- Facultatea de științele naturii,
- Facultatea de medicină umană. Din lipsă de spațiu a funcționat la Târgu Mureș, dar până în 1948 a fost o facultate a Universității Bolyai, când a devenit instituție independentă, și până în 1960 a funcționat exclusiv în limba maghiară.

## Profesori
- Harald Krasser, profesor de germanistică

## Rectori
- 1945–1948: Lajos Csőgör
- 1948–1950: Edgár Balogh
- 1950–1952: István Nagy
- 1952–1956: László Bányai
- 1957–1959: Lajos Takács